# Leptanthura orientalis
Leptanthura orientalis är en kräftdjursart som beskrevs av Barnard 1925. Leptanthura orientalis ingår i släktet Leptanthura och familjen Leptanthuridae. Inga underarter finns listade i Catalogue of Life.